# تيران (لاريجان السفلي)
تیران (بالفارسية: تیران) هي قرية تقع في إيران في قسم لاریجان السفلی الريفي. يقدر عدد سكانها بـ 26 نسمة بحسب إحصاء 2016.